# Armégrupp A
Armégrupp A (tyska: Heeresgruppe A) var namnet på tre olika tyska armégrupper under andra världskriget. 

## Västfronten 1940
Armégruppen var en av de tre armégrupper som var grupperade längs Tysklands västfront under våren 1940, dessa tre skulle genomföra anfallet mot Frankrike och den brittiska expeditionsstyrkan som var grupperad i Frankrike. I det ursprungliga utkastet på operationsplan för Fall Gelb som stabschefen för Oberkommando des Heeres, Franz Halder presenterade den 19 oktober 1939 skulle armégrupp A ta en mer understödjande roll jämfört med armégrupp B som skulle utföra huvudanfallet. Planen var att armégrupp B skulle anfalla från norr ner genom Belgien i likhet med första världskrigets Schlieffenplanen, men med skillnaden att nu skulle man inte kringgå den franska armén utan möta den i ett blodigt frontalanfall. Då detta skulle rasera den återuppbyggda armén och göra ett anfall österut ogenomförbart för lång tid framöver, ställde sig Hitler rätt tvekande till planen. Planen kom också att kritiseras av många andra tyska generaler. Erich von Manstein som var stabschef för armégrupp A började utveckla en alternativ plan som mer betonade det klassiska tyska konceptet Bewegungskrieg eller manöverkrig med ett genombrott vid Sedan, istället för ett fantasilöst frontalanfall. Vid ett personligt möte med Hitler den 17 februari 1940 lyckades Manstein att vinna Hitlers gehör för den alternativa planen. För att genomföra den reviderade planen så koncentrerades huvuddelen av de tyska pansardivisionerna till armégrupp A.
Efter fälttåget i väst så ombildades armégruppen till Oberkommando West den 1 oktober 1940.

### Organisation
- 4. Armee (Günther von Kluge)
- 12. Armee (Wilhelm List)
- 16. Armee (Ernst Busch)

## Östfronten 1942
Inför Operation Blå, sommaroffensiven mot Kaukasus 1942 delades armégrupp Süd upp i armégrupp A och armégrupp B. Armégrupp A anrepp söderut in i Kaukasus medan armégrupp B ryckte fram mot Volga och Stalingrad.
Ombildades till armégrupp Südukraine den 30 mars 1944.

## Östfronten 1944
Återskapades ur Armégrupp Nordukraine den 23 september 1944. 
Döpes om till Armégrupp Mitte den 26 januari 1945. 

## Befälhavare
Arméchefer:
- Generalfeldmarschall Gerd von Rundstedt 26 oktober 1939 - 1 oktober 1940
- Generalfeldmarschall Wilhelm List 10 juli 1942 - 10 september 1942
- Under direkt kontroll av OKH 10 september 1942 - 22 november 1942
- Generalfeldmarschall Ewald von Kleist 22 november 1942 - 30 mars 1944

- Generaloberst Josef Harpe 23 september 1944 - 17 januari 1945
- Generaloberst Ferdinand Schörner 17 januari 1945 - 26 januari 1945

Stabschefer:
- Generalleutnant Erich von Manstein 26 oktober 1939 - 1 februari 1940
- General der Infanterie Georg von Sodenstern 6 februari 1940 - 1 oktober 1940

- Generalleutnant Hans von Greiffenberg 10 juli 1942 - 23 februari 1943
- Generalleutnant Alfred Gause 23 februari 1943 - 13 maj 1943
- Generalleutnant Hans von Greiffenberg 13 maj 1943 - 16 juli 1943
- Generalmajor Hans Röttiger 16 juli 1943 - 24 mars 1944
- Generalleutnant Walther Wenck 24 mars 1944 - 30 mars 1944

- Generalleutnant Wolfdietrich von Xylander 23 september 1944 - 26 januari 1945